# Эвакуация Ханко
Эвакуация гарнизона военно-морской базы Ханко — операция по эвакуации советского гарнизона ВМБ Ханко силами Балтийского флота под командованием вице-адмирала В. Ф. Трибуца из Ханко в Кронштадт, осуществлённая 23 октября — 5 декабря 1941 года.

## Военно-оперативная ситуация
12 марта 1940 года между Финляндией и СССР был подписан Московский мирный договор, завершивший Советско-финскую зимнюю войну 1939—1940 годов. По одному из условий этого договора СССР получил в аренду часть полуострова Ханко (Гангут), включая город Ханко и его порт, и морскую территорию вокруг него, сроком на 30 лет для создания на нём военно-морской базы, способной оборонять вход в Финский залив, защищая дальние морские подступы к Ленинграду. В целях охраны морской базы Советскому Союзу предоставлялось право содержать там за свой счёт необходимое количество наземных и воздушных вооружённых сил.
С началом Великой Отечественной войны советский гарнизон под командованием генерал-лейтенанта береговой службы С. И. Кабанова героически защищал базу и порт, сковывая военно-морские и военно-воздушные силы Финляндии, а на первом этапе обороны — и крупную группировку сухопутных сил. Положение советских войск в Ханко было прочным. Но общая стратегическая обстановка на прибалтийском театре военных действий к концу лета 1941 года значительно ухудшилась. Командир гарнизона С. И. Кабанов ещё в начале августа 1941 года поставил перед командованием Балтийского флота вопрос о целесообразности обороны Ханко. Своё мнение он мотивировал тем, что Ханко с начала войны фактически является не военно-морской базой, а гарнизоном окружённого порта. Он предложил эвакуировать личный состав и вооружение в Таллин для усиления его обороны, но его предложение было отвергнуто.
В конце августа, когда немцы прорвались к Таллину, Ставка Верховного Главнокомандования приняла решение об эвакуации Таллина, гарнизона Моонзундских островов и Ханко. Но это решение выполнено было только в части советских войск в Таллине. 28 августа 1941 года советские войска покинули Таллин и с большими потерями в людях, в боевых кораблях и в транспортных судах в ходе Таллинского перехода были доставлены в Ленинград. Эвакуация гарнизонов Моонзундских островов и Ханко не производилась, так как из-за понесённых потерь средств для продолжения эвакуации не было.
К концу октября 1941 года немцы захватили в ходе Моонзундской операции весь Моонзундский архипелаг, почти все советские войска на островах погибли или попали в плен, только несколько сотен бойцов были эвакуированы морем на Ханко. В результате гарнизон Ханко остался один в глубоком тылу противника. В зимнее время море вокруг Ханко замерзает, поэтому из-за ледостава сухопутная оборона базы могла стать круговой, а достаточных сил для такой обороны не имелось. Также в условиях ледяного покрова на Балтике Балтийский флот не мог снабжать Ханко всем необходимым, что грозило гибелью гарнизона. Поэтому ввиду нецелесообразности в сложившей обстановке оборонять Финский залив, Ставка Верховного Главнокомандования 23 октября приняла решение об эвакуации гарнизона Ханко.

## Силы сторон
К началу октября 1941 года на Ханко находилась 8-я стрелковая бригада (командир — полковник Н. П. Симоняк) в составе 270-го и 335-го стрелковых полков, 343-го артиллерийского полка, 297-го отдельного танкового батальона, артиллерийских частей сектора береговой обороны (52 орудия больших калибров), частей противовоздушной обороны, неполной эскадрильи ВВС флота. Эти силы насчитывали около 26 000 бойцов сухопутных сил и Балтийского флота, 63 орудия полевой артиллерии, 145 миномётов, свыше 400 пулемётов, 33 танка и 11 танкеток, 40 орудий зенитной артиллерии и 34 зенитных пулемёта, 7 торпедных катеров, 6 катеров «малый охотник», 1 канонерская лодка, 32 вспомогательных катера, 12 мотоботов, 6 буксиров, 8 барж, 2 шхуны и 2 транспорта.
Базировавшиеся в Кронштадте и в Ленинграде силы Балтийского флота могли выделить для эвакуации крупные корабли до эсминцев включительно, тральщики, вспомогательные суда, большое количество катеров. Однако достаточных плавсредств для полной единовременной эвакуации всего гарнизона не было. Особо опасной была острая нехватка тральщиков из-за их больших потерь в первые месяцы войны.
Наибольшую опасность представляли не незначительные военно-морские силы Германии и Финляндии на Балтике, а их авиация и особенно — минные постановки. Именно на минах погибли десятки кораблей во время Таллинского перехода в конце августа. За прошедшие с того времени два месяца противник значительно усилил минные заграждения, предвидя неизбежные действия советского Балтийского флота либо по усилению гарнизона Ханко, либо по его эвакуации. С 24 августа и весь сентябрь немецкие и финские ВМС усиленно ставили всё новые и новые минные заграждения на судоходных фарватерах в Финском заливе (свыше 200 мин).
Кроме того, на финском побережье Финского залива было развернуто значительное количество финских батарей береговой артиллерии.
Особую опасность представлял тот факт, что территория порта и ВМБ Ханко практически полностью просматривалась с финских позиций, это исключало скрытую эвакуацию. Следовательно, с началом эвакуации противодействие противника неизбежно возрастало. Расстояние от Ханко до Кронштадта составляло около 240 морских миль. Совокупность этих факторов делала выполнение задачи по эвакуации гарнизона Ханко исключительно трудным. Поэтому на протяжении всей эвакуации и штабом Балтийского флота и командованием гарнизона Ханко усиленно примелялось большое количество мер маскировки и дезинформации.

## Эвакуация
В такой обстановке командующий Балтийским флотом вице-адмирал В. Ф. Трибуц решил произвести эвакуацию двумя эшелонами: примерно половина гарнизона вывозится небольшими отрядами кораблей, а оставшаяся часть — одним отрядом с включением в него крупных транспортов. Кроме того, перед флотом была поставлена задача максимально полно вывезти запасы продовольствия с Ханко, что считалось очень важным в условиях начавшегося голода в блокированном Ленинграде.

### Разведывательный поход
К моменту начала операции командование Балтийского флота не организовало контроля обстановки в Финском заливе, повторив свою же ошибку перед началом эвакуации Таллина. Для изучения обстановки в Финском заливе было решено начать операцию с похода быстроходных базовых тральщиков типа «Фугас». Они должны были выявить морские минные заграждения, доставить на Ханко дефицитные там авиационное топливо и боеприпасы для орудий крупного калибра. В поход были выделены 3 БТЩ (Т-210 «Гак», Т-215, Т-218) под прикрытием 3 катеров «малый охотник» (МО-201, МО-211, МО-212). Командиром отряда назначен командир отряда траления капитан 1 ранга В. П. Лихолетов. В ночь на 24 октября корабли перешли из Кронштадта на передовую базу морской обороны флота — остров Лавенсаари, а в ночь на 25 октября вышли на Ханко. При проводке отряда через минные поля на мине подорвался и погиб выделенный для этой задачи тральщик Т-203 «Патрон» (спасено 30 членов экипажа). В 8.17 25 октября отряд прибыл на Ханко, доставив авиатопливо и боеприпасы.
В 22.00 26 октября отряд вышел в обратный поход, имея на борту 1 стрелковый батальон (499 человек с двумя комплектами боеприпасов и 10-ю суточными комплектами продовольствия), 92 миномёта, а также штабы командования береговой обороны Балтийского района и Северного укрепленного сектора. На обратном пути отряд подвергся атаке неустановленной подводной лодки (наблюдались 4 торпеды, прошедшие мимо). Также «по пути» отряд обнаружил севшую на камни подводную лодку Щ-318 и спас её. В 19-55 27 октября отряд без потерь прибыл в Кронштадт.

### Первый отряд
В состав отряда были включены минный заградитель «Марти», эсминцы «Стойкий» и «Славный», 5 тральщиков (Т-207, Т-210, Т-215, Т-217, Т-218), 5 катеров «малый охотник», 3 торпедных катера. Командиром отряда назначен командующий эскадрой вице-адмирал В. П. Дрозд.
Отряд вышел в поход с острова Гогланд в 18.10 1 ноября. Ещё накануне при доставке топлива на Гогланд немецкая авиация атаковала и потопила 2 торпедных катера. При походе тралами было подсечено несколько мин, одна из которых взорвалась у борта минного заградителя «Марти», причинив ряд повреждений. Экипаж самоотверженно устранил в море наиболее опасные из них, продолжив поход. В 7.00 2 ноября отряд прибыл на Ханко. При погрузке войск в гавани корабли подвергались артиллерийскому обстрелу, над ними появился финский самолёт-разведчик (был сбит советскими истребителями).
Приняв на борт 4231 бойца (в том числе свыше 200 раненых), 38 орудий, 15 миномётов, большое количество боеприпасов, отряд в 19.12 того же дня вышел в обратный поход. При обратном походе в тралах и в параванах кораблей взорвалось 16 мин, 10 раз корабли обнаружили плавающие мины, отряд был безуспешно обстрелян немецкой береговой батареей с полуострова Юминда. От близкого разрыва мины получил повреждения один из тральщиков. Но на рассвете 3 ноября отряд пришёл на рейд острова Гогланд, а на следующий день — в Ленинград. Потерь в людях и в кораблях не было.

### Второй отряд
В состав отряда были включены ледокол «Суур Тылл», эсминцы «Суровый» и «Сметливый», 3 тральщика (Т-211 «Рым», Т-206 «Верп», Т-205 «Гафель»), 4 катера «малый охотник». Командиром отряда назначен командир дивизиона эсминцев капитан 1 ранга А. И. Заяц. 3 ноября отряд собрался на острове Гогланд, причем в этот день ледокол «Суур Тылл» был отстранён от похода из-за невозможности развить достаточную скорость, вместо него в отряд включен тральщик Т-207 «Шпиль» (только что вернувшийся из первого похода на Ханко, в котором лишился всех своих параван-тралов). Командиром отряда был назначен начальник штаба эскадры капитан 2 ранга Нарыков В. М., а А. И. Заяц оставлен его первым заместителем.
Отряд вышел в поход с острова Гогланд в 18.30 3 ноября. В пути тралами было подсечено и уничтожено несколько мин, а также отряд был безуспешно обстрелян финской береговой батареей с острова Макилуото. В 8.10 4 ноября отряд без потерь прибыл на Ханко. На борт были приняты 2107 бойцов. При посадке финская артиллерия обстреливала корабли, добившись одного попадания в эсминец «Сметливый» (повреждено носовое орудие, в экипаже погиб 1 и ранен 1 моряк).
В 19.00 4 ноября отряд вышел с Ханко. Из-за штурманской ошибки около 23.00 отряд попал на минное заграждение. Одна за одной в тралах взорвались несколько мин, сильные повреждения получил эсминец «Сметливый», который лишился хода. На помощь ему командир отряда направил тральщик Т-205 «Гафель», что было явной ошибкой: к тому времени из-за близких разрывов мин у того вышли из строя магнитные компасы и командир отряда В. М. Нарыков это знал. В 23.25 экипаж «Сметливого» восстановил ход корабля и двинулся за отрядом, но уже в 23.25 подсеченная параваном мина взорвалась у его борта. Сдетонировал боезапас, взрывом оторвало носовую часть корабля, которая вскоре затонула. Погибли командир и комиссар корабля, находившийся на борту А. И. Заяц, часть экипажа. Уцелевший экипаж самоотверженным трудом восстановил живучесть уцелевшей части корабля, но в 23.50 корабль подорвался на третьей мине и стал тонуть. Силами катеров и тральщика Т-205 были спасены 80 человек экипажа и 327 бойцов, погибли около 110 членов экипажа и 233 бойца из состава гарнизона Ханко. Во время спасения людей по кораблям стреляла финская береговая батарея, не добившись попаданий. Тральщик Т-205 из-за неисправности компаса, перегруза и начавшегося шторма с 3 катерами «малый охотник» вернулись на Ханко. При выгрузке людей их пытались бомбить 4 финских бомбардировщика, поднятые с Ханко истребители сбили 2 из них, отогнав остальных.
При дальнейшем походе основного отряда в параван-тралах неоднократно взрывались мины и корабли обстреляла немецкая батарея с полуострова Юминда, но потерь и попаданий больше не было. К рассвету 6 ноября корабли прибыли в Ленинград.
Итак, второй отряд принял на борт в Ханко 2107 бойцов, из них доставлены в Ленинград 1263 бойца, вернулись на Ханко 570 бойцов.

### Третий отряд
В состав отряда были включены лидер эскадренных миноносцев «Ленинград», минный заградитель «Урал», госпитальное судно «Андрей Жданов», эсминец «Стойкий», 5 тральщиков (Т-204, Т-207, Т-211, Т-215, Т-218), 4 катера «малый охотник». Командиром отряда назначен командир линейного корабля «Октябрьская революция» контр-адмирал М. З. Москаленко. Поход был подготовлен плохо. Дело в том, что 7 ноября была издана директива Ставки Верховного Главнокомандования Военному совету Ленинградского фронта и Народному комиссару Военно-Морского флота СССР в требованием вывоза всех войск с Ханко до замерзания Финского залива. Потому командование Балтийского флота организовало этот поход в крайней спешке. В ночь на 9 ноября корабли вышли из Кронштадта, а в 17.12 того же дня — вышли из Гогланда на Ханко, невзирая на предупреждение об ухудшении погоды. В условиях начавшегося шторма видимость резко упала, из-за чего вскоре столкнулись два тральщика — Т-218 и Т-204. Ещё 2 тральщика из-за шторма получили повреждения (Т-207 и Т-211). В результате Т-204 и Т-207 пришлось направить в ремонт. В отряде осталось всего 3 тральщика, при этом «Урал» и «Андрей Жданов» не имели параванов. Но командование Балтийского флота не рискнуло докладывать И. В. Сталину о задержке выполнения его директивы и вечером 11 ноября отправило отряд в поход.
В 22.30 при форсировании минного поля в районе мыса Юминда в тралах начали подрываться мины (9 штук), при этом лидер «Ленинград» получил пробоину, но продолжил поход. При этом он отставал от отряда, выходил за пределы протраленной полосы и в итоге около 00.24 12 ноября подорвался на мине вторично. На этот раз повреждения были значительными, затоплены ряд помещений, вышел из строя ряд механизмов. Лидер встал на якорь для устранения повреждений. Вместе с ним остановились «Андрей Жданов» и 3 катера «малый охотник». При этом командир лидера доложил командиру отряда о столь тяжелых повреждениях (что не соответствовало действительности), что командир отряда М. З. Москаленко приказал всему отряду возвращаться обратно. Отряд в этот момент находился всего в 55 милях от Ханко, преодолев наиболее опасные места. При возврате строй отряда сломался полностью, в тралах опять начали рваться мины.
Около 3.37, не дождавшись затребованной им помощи, командир лидера капитан 3 ранга Г. М. Горбачёв начал самостоятельно возвращение на Гогланд, при этом приказав «Андрею Жданову» двигаться впереди него. Это полностью абсурдное решение стало роковым: в 4.40 не имевший параван-тралов «Андрей Жданов» подорвался на мине и в течение 20 минут затонул. Благодаря хладнокровию его командира, команда спаслась (из 75 членов экипажа погиб 1 человек). «Ленинград» после этого опять стал на якорь и начал движение только после подхода к нему тральщиков. На рассвете отряд был безуспешно обстрелян береговой батареей противника. Уже днём 12 ноября корабли вернулись в Кронштадт.
Задача отряда выполнена не была из-за панических действий командира лидера «Ленинград», преждевременного решения о возвращении командира отряда, поспешности при начале похода командующего Балтийским флотом. Между тем, отряд имел задачу вывезти не менее 8-9 тысяч бойцов гарнизона Ханко. Никто из этих командиров не понёс наказания.

### Четвёртый отряд
В состав отряда были включены эсминцы «Суровый» и «Гордый», минный заградитель «Урал» (только что вернувшийся из прежнего похода), 4 тральщика (Т-206, Т-217, Т-211, Т-215), 6 катеров «малый охотник». С отрядом шли также подводные лодки Л-2 и М-98, которые при подходе к Ханко должны были выполнять самостоятельные задания. Командиром отряда был назначен уже ходивший на Ханко капитан 2 ранга Нарыков В. М.. В 18.30 13 ноября отряд вышел в поход. В пути корабли дважды подверглись торпедным атакам, после полуночи начали форсирование минного поля, в тралах начались подрывы. В 00.44 14 ноября на мине подорвался и затонул катер МО-301 (весь экипаж погиб), в 1.05 подорвался и затонул тральщик Т-206 «Верп» (из экипажа спасены 21 человек, погибли 32 человека). Сразу после взрыва из-за несогласованных действий столкнулись эсминец «Суровый» и тральщик Т-217, при этом эсминец получил значительную пробоину. Когда его экипаж устранил повреждение и корабль начал набирать ход, у борта взорвалась мина, корабль лишился хода и получил значительные повреждения. Для оказания ему помощи вернулись 2 тральщика. После безуспешной борьбы за спасение корабля, его экипаж (230 человек) был принят на борт катерами и тральщиками, эсминец затоплен. Также погибла на минах подводная лодка Л-2 (иэ экипажа погибли 49 человек, спасено 3 человека), а подводная лодка М-98 пропала без вести (её судьба неизвестна по настоящее время).
К Ханко продолжали двигаться только эсминец «Гордый», «Урал», 1 тральщик и 3 катера. Протраленной тральщиком полосы было явно мало для безопасного плавания, к тому же все корабли «рыскали» при движении, идти в кильватер друг другу было практически невозможно. В итоге в 3.20, в 3.30 и в 3.36 эсминец «Гордый» трижды подорвался на минах, получил тяжелейшие повреждения и затонул. Спасены были 87 членов экипажа, погибли 13 человек. Среди погибших были командир эсминца Е. Б. Ефет, комиссар, старпом и другие офицеры, отказавшиеся спасаться раньше своих подчинённых. В 8.46 на Ханко прибыли только минный заградитель «Урал» и 2 катера «малый охотник» (на их борту были члены экипажа погибшего «Гордого»). Командир гарнизона С. И. Кабанов из-за угрозы почти неизбежной гибели этих кораблей на обратном пути через минные поля в отсутствие тральщиков приказал им оставаться на Ханко до прибытия следующего отряда.
Этот отряд также не достиг своей цели: с Ханко не был вывезен ни один человек. Погибли 6 кораблей из 13-ти, при этом из 6 крупных кораблей уцелел только один.

### Пятый отряд
В состав отряда были включены сторожевой корабль «Вирсайтис», сетевой заградитель «Азимут», 5 тральщиков (№ 57 «Ударник», № 58 «Волнорез», № 35 «Менжинский», № 42 «Орджоникидзе», № 56 «Клюз»). Командир отряда — командир дивизиона тральщиков капитан 3 ранга Д. М. Белков. Это был отряд тихоходных кораблей, но так как наступили безлунные ночи, то для них опасность вражеской авиации и артиллерии сводилась к минимуму. Кроме того, для похода был выбран северный маршрут, ближний к финскому берегу, но более безопасный в плане мин. В 14.30 19 ноября, пользуясь ненастной погодой, отряд вышел с Гогланда. Финны уже привыкли, что советские корабли ходят к Ханко по южному маршруту, потому на всём протяжении пути были включены финские береговые маяки. В 11.15 20 ноября отряд без потерь прибыл на Ханко.
В 16.00 21 ноября отряд вышел в обратный поход, причем в его состав дополнительно включили бывший на Ханко транспорт «Вахур». На борту кораблей находились 2057 бойцов гарнизона. В пути из-за плохой погоды отряд сильно растянулся. В 4.00 22 ноября на мине подорвался и быстро затонул тральщик «Менжинский» (спасены 22 члена экипажа и 31 боец гарнизона, погибли 290 человек). В 5.03 тральщик «Волнорез» столкнулся с неопознанным объектом, предположительно с всплывающей подводной лодкой, получив повреждения. Через несколько часов, устранив наиболее опасные дефекты, тральщик продолжил поход. В 5.45 22 ноября подорвался на мине и погиб сетевой заградитель «Азимут» (спасенных не было, погибли экипаж и все 288 бойцов гарнизона).
В течение дня 22 ноября корабли отряда поодиночке пришли на Гогланд. Было доставлено 1479 бойцов, 18 танков Т-26, несколько орудий, 520 тонн продовольствия. Погибли в море 578 бойцов.

### Шестой отряд
В состав отряда включены транспорт № 548 «Минна», 2 тральщика (Т-217, Т-218), 2 катера «малый охотник». Командир отряда — командир тральщика Т-218 капитан-лейтенант А. В. Цибин. Отряд вышел с Гогланда в 17.15 21 ноября. В условиях снежной метели на переходе транспорт и 2 катера оторвались от тральщиков и вернулись на Гогланд. Тральщикам было по радио приказано также возвращаться, но радиограмма ими принята не была и на рассвете 22 ноября они прибыли на Ханко.
К тому времени в Ханко была завершена погрузка войск на минный заградитель «Урал» (3406 человек из гарнизона, 344 тонны продовольствия). Из скопившихся на Ханко судов был сформирован новый отряд: 4 тральщика (Т-205, Т-215, Т-217, Т-218), 6 катеров «малый охотник». Командиром назначили командира отряда заграждения капитана 1 ранга Н. И. Мещерского. В 17.40 22 ноября отряд вышел с Ханко. В 00.43 от взрыва мины в параване Т-215 сбились показания компасов. В 4.05 «Урал» столкнулся с одним из тральщиков, а в 5.00 — коснулся грунта. Однако несмотря на все эти неприятности, утром 23 ноября отряд пришел на Гогланд, а затем «Урал» благополучно был отконвоирован кораблями флота в Ленинград. Потерь в людях и в кораблях на переходе не было.

### Седьмой отряд
В отряд были включены транспорт № 548 «Минна» (неудачно сходивший в составе 6 отряда), сторожевой корабль «Коралл», тральщик № 57 «Ударник», 2 катера «малый охотник». Командир отряда — командир дивизиона тральщиков капитан-лейтенант Г. С. Дусь. Отряд вышел с Гогланда в 14.15 22 ноября, шёл северным фарватером у финского берега и в 10.43 23 ноября благополучно прибыл на Ханко.

### Восьмой отряд
В отряд были включены часть кораблей пятого отряда: сторожевой корабль «Вирсайтис», сторожевой корабль № 18, 2 тральщика (№ 42 «Орджоникидзе», № 56 «Клюз»), 2 катера «морской охотник». Командир отряда — командир дивизиона тральщиков капитан 3 ранга Д. М. Белков. Отряд вышел с Гогланда в 13.30 23 ноября и в 12.05 24 ноября прибыл на Ханко.
После погрузки на Ханко 7-й и 8-й отряды были частично объединены. В обратный поход корабли вышли в 20.00 24 ноября в составе: транспорт № 548 «Минна», сторожевые корабли «Вирсайтис» и № 18, тральщики «Ударник», № 56 «Клюз» и № 42 «Орджоникидзе», 2 катера «малый охотник». Командиром был назначен капитан 3 ранга Д. М. Белков. На рассвете 25 ноября подсеченная тральщиками мина всплыла у борта «Клюза» и ударила его. Корабль затонул всего за 6 минут, из 208 человек на борту спаслось только 48, остальные погибли. Затем отряд неудачно атаковала подводная лодка и трижды — авиация противника, причем зенитчиками с кораблей был сбит 1 самолёт. В 16.10 25 ноября отряд прибыл на Гогланд.
Было доставлено 2556 бойцов (погибли 160 человек), артиллерия, боеприпасы, продовольствие.

### Девятый отряд
В отряд были включены сторожевой корабль «Вирсайтис», канонерская лодка «Волга», транспорт № 538 «Майя», 2 тральщика (№ 42 «Орджоникидзе», № 57 «Ударник»), 2 катера «морской охотник». Командир отряда — командир дивизиона тральщиков капитан-лейтенант Г. С. Дусь. Отряд вышел с Гогланда в 14.00 27 ноября, но из-за усилившегося встречного ветра выяснилось, что не хватит угля на поход и командир приказал возвращаться на Гогланд.
В это же время, пользуясь попутным ветром, 26-28 ноября с Ханко на Гогланд в одиночку пришла шхуна «Эрна» (доставлено 22 бойца, 200 тонн муки, 250 тонн боеприпасов). 28-29 ноября прибыл отряд из 2 сторожевых кораблей («Коралл» и № 18), которые доставили 389 бойцов и 160 тонн угля.

### Десятый отряд
В результате всех предыдущих походов гарнизон Ханко был эвакуирован наполовину и составил 12 000 человек. Их надлежало вывозить одним рейсом, иначе имелся риск уничтожения сокращённого гарнизона противником. В отряд был назначен турбоэлектроход «Иосиф Сталин», эсминцы «Стойкий» и «Славный», 6 тральщиков (Т-205, Т-207, Т-215, Т-211, Т-217, Т-218), 7 катеров «малый охотник». Командовал отрядом вице-адмирал В. П. Дрозд. Отряд вышел с Гогланда в 17.40 29 ноября в ненастную погоду. Несмотря на большое количество подсеченных тралами и взорвавшихся в параван-тралах мин, к 8.00 30 ноября отряд прибыл на Ханко без потерь.
Следом 30 ноября с Гогланда вышел отряд тихоходных кораблей: транспорты «Майя» и «Гак», сторожевой корабль «Вирсайтис», тральщик № 57 «Ударник», канонерская лодка «Волга», 2 катера «малый охотник». Командир отряда — капитан-лейтенант П. В. Шевцов. В пути отряд был безрезультатно обстрелян финской береговой батареей. Около 3.35 1 декабря отряд столкнулся с финско-немецким отрядом кораблей (2 финские канонерские лодки, 4 финских сторожевых катера, 2 немецких сторожевых корабля), вышедшими в море на его поиск. В ходе боя «Вирсайтис» вышел наперерез кораблям противника и установил дымовую завесу, приняв огонь вражеской артиллерии на себя. В корабль было одно попадание (погиб 1 член экипажа), но и его артиллеристы добились попадания в один из кораблей противника. Так как бой приблизился к границе минного поля, немецко-финский отряд прекратил преследование и ушёл. В западной литературе этот бой именуется «битвой при Юссарё». В 9.15 отряд прибыл на Ханко.
Началась заключительная фаза эвакуации. План отвода войск с передовых позиций был разработан заранее, на рубежах оставались части прикрытия. Все дороги были заминированы, оставлены только проходы для отхода войск и у них дежурили сапёры с задачей немедленно заминировать после прохождения войск. Грузили всё, что можно, в том числе мазут и уголь для кораблей. Все малые и несамоходные плавсредства ВМБ Ханко были затоплены. Береговые батареи были взорваны. Береговая артиллерия расстреляла все снаряды по позициям противника, после чего орудия были также взорваны. Авиация днём 2 декабря улетела в Кронштадт (в пути 1 самолёт разбился из-за выработки горючего, лётчик погиб).
В 17.55 2 декабря в море вышел отряд тихоходных кораблей В. П. Швецова (2 транспорта, 2 канонерские лодки, 1 сторожевой корабль, 1 тральщик, 2 катера «малый охотник», 2 катера КМ, 5 буксиров). В пути отряд был обстрелян береговой батареей финнов (безрезультатно), а затем встретил и обстрелял вражеские корабли (по другой версии — немецкую подводную лодку в надводном положении). В 3.50 ночи 3 декабря отряд зашёл за кромку минного заграждения и на мине подорвался «Вирсайтис». С корабля спасли 70 человек команды и 150 бойцов, погибли 130 бойцов. В 7.10 при форсировании очередного заграждения на мине подорвалась канонерская лодка «Волга» (при взрыве погибли 5 членов экипажа). Экипаж сумел спасти судно, часть пассажиров с него передали на другие корабли, после чего отряд продолжил поход. К утру 4 декабря последние корабли отряда пришли на Гогланд.
В 21.30 2 декабря с Ханко вышел в море отряд В. П. Дрозда (турбоэлектроход «Иосиф Сталин», 2 эсминца, 6 тральщиков, 7 «малых охотников», 4 торпедных катера, 1 вспомогательный катер). В 1.09 отряд попал на немецкое минное заграждение, начали подрываться мины, у тральщиков перебило параван-тралы. Дрозд совершил крупную ошибку — приказал менять курс, что на минном поле делать нельзя. В 1.16 в параване «Иосифа Сталина» взорвалась мина, заклинившая рулевое управление с гирокомпасом, на корабле были погибшие. Корабль по инерции вынесло далеко за пределы протраленной полосы, и в 1.22 у его борта взорвалась вторая мина. Была оборвана корма, затопило часть трюмов, что сопровождалось большими жертвами. Для спасения людей В. П. Дрозд оставил у турбоэлектрохода эсминец «Славный», тральщик, 5 катеров. В 1.26 у борта «Иосифа Сталина» взорвалась третья мина, вновь с большими разрушениями и жертвами. Но имея хороший запас плавучести, судно не тонуло и продолжало дрейфовать по минному полю. Для спасения людей подошёл также тральщик Т-205 «Гафель», а через час В. П. Дрозд направил к погибающему судну ещё 2 бронекатера. Были также вызваны корабли с Гогланда — вышел отряд под командованием капитана 2 ранга И. Г. Святова (эсминец «Свирепый», спасательное судно «Нептун»).
Корабли тралили пространство вокруг «Иосифа Сталина» для подхода к нему и снятия людей. Его шлюпки и трапы были разрушены взрывами мин. На корабль пытались подавать тросы для буксировки с минного поля. Но в 3.32 под бортом турбоэлектрохода взорвалась четвёртая мина (по утверждениям некоторых очевидцев, это было попадание снаряда немецкой береговой батареи), от взрыва сдетонировали боеприпасы в одном из трюмов. Погибли сотни человек в ряде помещений и на верхней палубе. Началась паника. Командиры остальных кораблей не рисковали подходить к борту погибавшего корабля, людей спасали катера. Только тральщик «Гафель» смог подойти вплотную и принять часть пассажиров, для чего пришлось выбросить за борт часть груза.
Около 4.54 к месту гибели подошли наши катера, но в темноте их приняли за финские торпедные катера и обстреляли. Был повреждён катер МО-112 (из экипажа погибли 5 моряков, ранено 3, после их спасения катер затопили). Спасение людей с турбоэлектрохода продолжалось до утра. В 7.05 «Славный», Т-205, Т-215 и 3 катера МО ушли на Гогланд. Затем людей продолжали спасать подошедшие бронекатера и тральщик Т-217. В 7.40 ушли и они. До 8.50 людей спасали малые катера. Всего из 5589 пассажиров «Иосифа Сталина» спасено и доставлено в Гогланд 1740 (или 1810) человек. Все корабли с большим трудом (шторм, новый обстрел береговой артиллерией, подрывы мин в тралах) дошли до Гогланда. Только катер «ЯМБ» с заглохшим мотором отнесло ветром к эстонскому побережью в район города Кунда, все люди на его борту (по разным публикациям — 19, 22 или 27 человек) попали в плен. Также потерял ход один буксир, людей с него спасли, а сам буксир потопили артиллерийском огнём.
Спасательный отряд И. Г. Святова до места катастрофы не дошел: в пути минами перебило тралы, новые тралы приняли на борт с встретившихся кораблей, но произвести их установку в штормовом море не смогли. В ночь на 4 декабря корабли вернулись на Гогланд. Второй спасательный отряд (сторожевой корабль «Коралл», канонерская лодка «Кама») также до места катастрофы не дошёл. Днём 4 декабря корабли вновь выходили в море на поиск «Иосифа Сталина», но после повреждения тральщика Т-218 на мине отряд вернулся на Гогланд.
4 декабря «Иосифа Сталина» обнаружили финский и немецкий корабли, вызвавшие буксир и 3 баржи. Остававшиеся в живых были взяты в плен и доставлены в лагерь военнопленных в Палдиски. На турбоэлектроходе погибло и было пленено 3849 человек (без учёта потерь команды). Остов корабля продолжал дрейфовать, в конце концов его прибило к эстонскому побережью. Согласно докладу Н. П. Симоняка, на «Иосифе Сталине» погибло 1399 военнослужащих, потери гражданских лиц не известны, спасено с него различными кораблями 1 105 человек.
Остальной отряд продолжал движение, в пути подвергся обстрелу финской береговой артиллерии (безрезультатно). Днём 3 декабря отряд пришёл на Гогланд в условиях начавшегося шторма.
Перед полуночью 2 декабря с Ханко ушли последние корабли: 3 торпедных катера с командованием и штабом ВМБ Ханко на борту, 4 катера «малый охотник» с командованием Охраны водного района, пограничный катер с подрывной партией. Все эти катера благополучно пришли на Гогланд.
Корабли десятого отряда эвакуировали 11 750 человек с вооружением и артиллерией. Людей с Гогланда в Кронштадт и в Ленинград вывозили до 27 декабря, уже в условиях ледостава, тогда от сжатия льдами погибли 9 катеров (все находившиеся на борту были спасены).

## Итоги операции
Поставленная перед Балтийским флотом задача была выполнена. Гарнизон ВМБ Ханко и острова Осмуссар общей численностью в 27 809 бойцов были эвакуированы, из них доставлены в пункт назначения 22 822 человека, потери составили 4 987 человек (17,8 %) — большей частью погибли в море, некоторые попали в плен. Доставлены также 26 танков, 2 бронемашины, 63 орудия полевой артиллерии, 5 орудий зенитной артиллерии, 56 миномётов, 624 пулемёта разных (в том числе демонтированные с кораблей, танков и т. д., а также трофейные финские), около 16 000 единиц стрелкового вооружения, 12 000 тонн продовольствия, около 110 000 артиллерийских и миномётных снарядов, радиостанции и большое количество иного снаряжения. Погибли в море свыше 7000 единиц стрелкового вооружения, около 400 пулемётов разных, 4 орудия, 89 миномётов, 384 тонны продовольствия.
Для выполнения задачи корабли Балтийского флота выполнили 11 боевых походов в условиях высокой минной опасности и штормовой погоды, при противодействии береговой артиллерии и авиации противника. В операции на всём её протяжении участвовали боевых 74 корабля и судна, ещё 12 кораблей выполняли боевые задачи по обеспечению их действий.
Потери в корабельном составе составили 20 единиц: 3 эсминца («Суровый», «Сметливый», «Гордый»), 4 тральщика (Т-203 «Патрон», Т-206 «Верп», № 56 «Клюз», № 35 «Менжинский»), 1 сторожевой корабль («Вирсайтис»), 1 гидрографическое судно («Азимут»), 2 транспорта («Алексей Жданов», «Иосиф Сталин»), 2 катера «малый охотник», 1 торпедный катер, 3 вспомогательных катера, 3 буксира. Кроме 3 судов (1 катер потоплен «дружественным огнём» по ошибке, 1 катер из-за неисправности лишился хода и захвачен немцами, 1 буксир из-за неисправности затоплен на переходе) все остальные корабли погибли на минах. Потери в экипажах погибших и повреждённых кораблей, по неполным данным, составили около 650 человек.